# Panyptila
Panyptila là một chi chim trong họ Apodidae.